# Xavier Vila Gazquez
Xavier Vila Gazquez (ur. 8 marca 1990 w Tarragonie) – hiszpański szachista, arcymistrz od 2011 roku.

## Kariera szachowa
Wielokrotnie reprezentował barwy Hiszpanii na mistrzostwach świata i Europy juniorów, największy sukces odnosząc w 2008 r. w Hercegu Novim, gdzie zdobył tytuł mistrza Europy do 18 lat. Był też czterokrotnym medalistą mistrzostw Hiszpanii juniorów (złotym – 2006, srebrnym – 2004, 2005, 2007), jak również wielokrotnym medalistą mistrzostw Katalonii juniorów.
W 2002 r. zwyciężył w I turnieju juniorów pamięci Davida Garcii Ilundaina, rozegranym w Barcelonie. W 2004 r. zajął II m. (za Radkiem Kalodem) w Castellar del Vallés oraz po raz drugi zwyciężył w memoriale Davida Garcii Ilundaina. Normy na tytuł arcymistrza wypełnił w latach 2010 (w Benasque – dz. III m. za Kiryłem Georgjewem i Eltaciem Səfərlim, wspólnie z m.in. Fidelem Corralesem Jimenezem i Władimirem Burmakinem oraz w Sabadell – II m. za Fernando Peraltą) i 2011 (w Cannes – dz. II m. za Josephem Sanchezem, wspólnie z m.in. Christianem Bauerem i Michaelem Roizem).
Najwyższy ranking w dotychczasowej karierze osiągnął 1 maja 2011 r., z wynikiem 2494 punktów zajmował wówczas 27. miejsce wśród hiszpańskich szachistów. Jest jednym z nielicznych arcymistrzów na świecie, który otrzymał ten tytuł nie osiągając na żadnej oficjalnej liście rankingowej FIDE poziomu min. 2500 punktów, który jest wymagany do jego nadania. Stało się to dzięki przepisowi, który umożliwia wirtualne zliczanie aktualnie posiadanego rankingu po każdej rozegranej partii. Tym sposobem, w dniu 3 maja 2011 r. jego punktacja osiągnęła wartość 2508.